# Pokal evropskih prvakov 1959-60
Pokal evropskih prvakov 1959-60 je bila tretja sezona evropskega klubskega košarkarksega tekmovanja danes znanega kot Evroliga.

## Prvi predkrog
| Prvo moštvo          | Skup. Rez. | Drugo moštvo           | 1. tekma | 2. tekma |
| -------------------- | ---------- | ---------------------- | -------- | -------- |
| Marocaine Casablanca | 95 - 92    | Academica Coibra       | 54-48    | 41-44    |
| PAOK Thessaloniki    | 121 - 159  | ASA Bucureşti          | 61-80    | 60-79    |
| Wissenschaft Berlin  | 125 - 188  | Pantterit Helsinki     | 88-84    | 66-78    |
| Simmenthal Milano    | *          | Union Babenberg Vienna |          |          |
| USC Heidelberg       | 90 - 113   | Urania Geneva          | 46-55    | 44-58    |
| Sparta Bertrange     | 92 - 137   | Chorale Mulsant Roanne | 47-60    | 45-77    |
| Fenerbahçe Istanbul  | *          | Maccabi Tel Aviv       |          |          |

- *Simmenthal Milano se je umaknil iz tekmovanja.
- ** Maccabi Tel Aviv se je umaknil iz tekmovanja.

## Prvi krog
| Prvo moštvo            | Skup. Rez. | Drugo moštvo        | 1. tekma | 2. tekma |
| ---------------------- | ---------- | ------------------- | -------- | -------- |
| Union Babenberg Vienna | 134 - 184  | AŠK Olimpija        | 83-84    | 51-100   |
| Fenerbahçe Istanbul    | 116 - 139  | Akademik Plovdiv    | 61-69    | 55-70    |
| Marocaine Casablanca   | 126 - 180  | FC Barcelona        | 65-82    | 61-98    |
| Pantterit Helsinki     | 162 - 184  | Polonia Warsaw      | 84-88    | 78-96    |
| Urania Geneva          | 128 - 148  | Slovan Orbis Prague | 54-62    | 74-80    |
| Chorale Mulsant Roanne | 115 - 109  | Antwerp BC          | 54-53    | 61-56    |
| ASA Bucureşti          | 155 - 173  | Dinamo Tbilisi      | 87-83    | 68-90    |

## Četrtfinale
| Prvo moštvo            | Skup. Rez. | Drugo moštvo        | 1. tekma | 2. tekma |
| ---------------------- | ---------- | ------------------- | -------- | -------- |
| BC Dinamo Tbilisi      | 133 - 148  | Akademik Plovdiv    | 64-76    | 69-72    |
| FC Barcelona           | 105 - 114  | Polonia Warsaw      | 64-65    | 41-49    |
| AŠK Olimpija           | 142 - 174  | ASK Riga            | 79-95    | 63-79    |
| Chorale Mulsant Roanne | 120 - 124  | Slovan Orbis Prague | 68-59    | 52-65    |

## Polfinale
| Prvo moštvo    | Skup. Rez. | Drugo moštvo        | 1. tekma | 2. tekma |
| -------------- | ---------- | ------------------- | -------- | -------- |
| Dinamo Tbilisi | 152 - 126  | Polonia Warsaw      | 88-65    | 64-61    |
| ASK Riga       | 151 - 114  | Slovan Orbis Prague | 82-55    | 69-59    |

## Finale
1. tekma 10. maj 1960

2. tekma 15. maj 1960
| Prvo moštvo    | Skup. Rez. | Drugo moštvo | 1. tekma | 2. tekma |
| -------------- | ---------- | ------------ | -------- | -------- |
| Dinamo Tbilisi | 113 - 130  | ASK Riga     | 51-61    | 62-69    |